# بيلي غريفيثز
بيلي غريفيثز (بالإنجليزية: Billy Griffiths)‏ (16 أبريل 1876 بمانشستر في المملكة المتحدة - 26 أكتوبر 1946) هو لاعب كرة قدم بريطاني (وحمل سابقاً جنسية المملكة المتحدة لبريطانيا العظمى وأيرلندا) في مركز الوسط. لعب مع مانشستر يونايتد.